# Brabo
Brabo — землесосний самовідвізний снаряд (trailing suction hopper dredger, TSHD).

## Історія спорудження та характеристики
Замовлення на судно зробила у 2006 році бельгійська компанія DEME, а підрядником виступила розташована в Кіндердайк нідерландська верф IHC Holland Dredgers BV. Земснаряд назвали на честь легендарного мешканця Антверпена, що переміг злого велетня: останній жорстоко калічив капітанів суден за відмову «оплатити» прохід повз його замок на Шельді.
Brabo призначений для робіт на глибинах до 43 метрів. Він має трюм об'ємом 11650 м3 та здатен вмістити до 18,4 тис. тон ґрунту. Загальна потужність силової установки — 11 МВт.

## Завдання судна
Невдовзі після спорудження судно виконало два завдання, пов'язані з офшорною вітроенергетикою. В межах одного воно провело у Північному морі підготовку майданчиків під шість фундаментів гравітаційного типу на бельгійській ВЕС Торнтон-Банк. У тому ж 2008-му Brabo працював в порту Куксгафен в гирлі річки Ельба над новим причалом LP 8, котрий має спеціалізуватись саме на обслуговуванні будівництва офшорних ВЕС.
Нарешті, так само в 2008-му судно разом із земснарядом Atlantico почало роботи у Балтійському морі над проектом створення російського експортного нафтового терміналу в Усть-Лузі. Перебування тут Brabo продовжилось і на 2009-й, при цьому тепер разом з ним працювали землесосні снаряди  Lange Wapper і Reynaert та ківшевий земснаряд Zenne.
У 2010 році земснаряд здійснював транспортування ґрунту від узбережжя Абхазії в район Сочі, де він використовувався для підняття рівня Імеретинської низовини під час підготовки до проведення Олімпіади.
Ще одним завданням для "Brabo" стали роботи за проектом третьої черги (причали K8 та K9) надпотужного вугільного терміналу в австралійському Ньюкаслі (узбережжя Тасманового моря).
В якийсь момент "Brabo" залучали до масштабного проекту спорудження портових потужностей австралійського заводу зі зрідження природного газу Вітстоун ЗПГ (над ним також працювали фрезерний земснаряд "Ambiorix", землесосні снаряди "Breydel" та "Gateway" і ківшеві земснаряди "New York" та "Postnik Yakovlev").
З лютого по травень 2014-го земснаряд провадив вибірку 1,5 млн м3 ґрунту в індійському порту Какінада на узбережжі штату Андгра-Прадеш (Бенгальська затока). Наступного року він разом з іншим землесосним снарядом Antigoon працював біля протилежного, західного узбережжя країни над проектом спорудження четвертого контейнерного терміналу в Порту Джавахарлала Неру (Jawaharlal Nehru Port, JNPT). Цей найбільший контейнерний порт Індії знаходиться в затоці Thane Creek на схід від Мумбаї (Аравійське море).
З серпня 2015 по червень 2016-го Brabo провадив вибірку понад 8 млн м3 ґрунту під час розширення іншого індійського порту Камараджар, розташованого дещо північніше від Ченнаї на південно-східному узбережжі країни (Коромандельський берег). Можливо відзначити, що над цим проектом, котрий мав довести річну пропускну здатність порту до 80 млн тонн на рік, також працював фрезерний земснаряд Ambiorix.
У 2016-му Brabo виконав днопоглиблювальні роботи на терміналі компанії Tokyo Cement у ланкійському порту Тринкомалі.
На 2019 рік для судна запланували участь в роботах по створенню на узбережжі центрального В’єтнаму порту Hoa Phat Quang Ngai, котрий має перевалювати 4 млн тонн на рік для обслуговування запланованого тут інтегрованого сталеплавильного комплексу. Для вибірки до 6 млн м3 ґрунту залучили землесосні снаряди Brabo та Congo River.
Відомо, що 2021-му «Brabo» залучали до робіт за масштабним проектом розвитку єгипетського порту Абу-Кір (для виконання цього завдання DEME також використовувала землесосні снаряди «Nile River», «Reynaert», «Artevelde», «Breughel», «Breydel», «Congo River», «Bonny River», «Uilenspiegel» та фрезерні земснаряди «D'Artagnan», «Ambiorix» та «Spartacus»).